# Potsdam
|  |

Potsdam é uma cidade do leste da Alemanha, capital e cidade mais populosa do estado federal de Brandemburgo. A Leste, faz fronteira com Berlim, formando a região metropolitana Berlim/Brandemburgo.
Potsdam é mundialmente conhecida por seu legado histórico como residência dos reis da Prússia bem como pelo grande número de belos parques e palácios, entre outros o Palácio de Sanssouci. O conjunto, englobando 500 ha de parques e 150 edifícios erguidos entre 1730 e 1916, foi nomeado Patrimônio Cultural da Humanidade pela UNESCO em 1990.
Desde meados do século XIX, Potsdam ganhou importância como centro científico. Hoje, conta com três universidades públicas e mais de 30 instituições de pesquisa. Cerca de 15% dos habitantes são estudantes.
O bairro de Babelsberg é sede da UFA, um dos estúdios cinematográficos mais importante da Europa.

## Localização geográfica

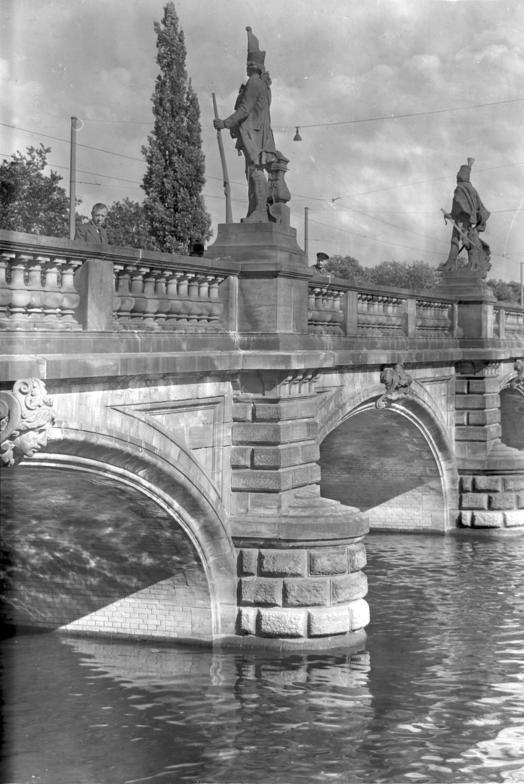
Lange Brücke ponte sobre o rio Havel.

Potsdam é localizado ao sudoeste de Berlim, nas margens do rio Havel e no meio de uma região de florestas e lagos, formada na era glacial. O ponto mais elevado da cidade é o morro “Kleiner Ravensberg”, com 114,2 metros acima do nível do mar (NMM). O ponto mais baixo é a superfície do rio Havel, a 29 metros NMM. 75% da superfície do município são cobertos de área verde, água ou áreas de cultivo; 25% são cobertos por edifícios.
Potsdam possui mais de vinte lagos, dos quais cinco ficam em volta do centro da cidade; muitos deles são formados e interligados pelo rio Havel.
Potsdam faz fronteira com os seguintes municípios (em sentido horário, começando no nordeste): Berlim, Stahnsdorf, Nuthetal, Michendorf, Schwielowsee, Geltow, Caputh, Ferch e Werder (Havel) (todos no Distrito de Potsdam-Mittelmark), bem como Ketzin, Wustermark e Dallgow-Döberitz no distrito Havelland.
A cidade de Potsdam é uma cidade independente (alemão: Kreisfreie Stadt) ou distrito urbano (Stadtkreis), ou seja, possui estatuto de distrito (Kreis). É composta pelos bairros Centro (“Innenstadt” ou “Altstadt”), Westliche Vorstadt, Nördliche Vorstadt, Potsdam Norte e Sul, Babelsberg e Drewitz, Stern e Kirchsteigfeld, alguns com subdivisões.

## História

### Idade Média

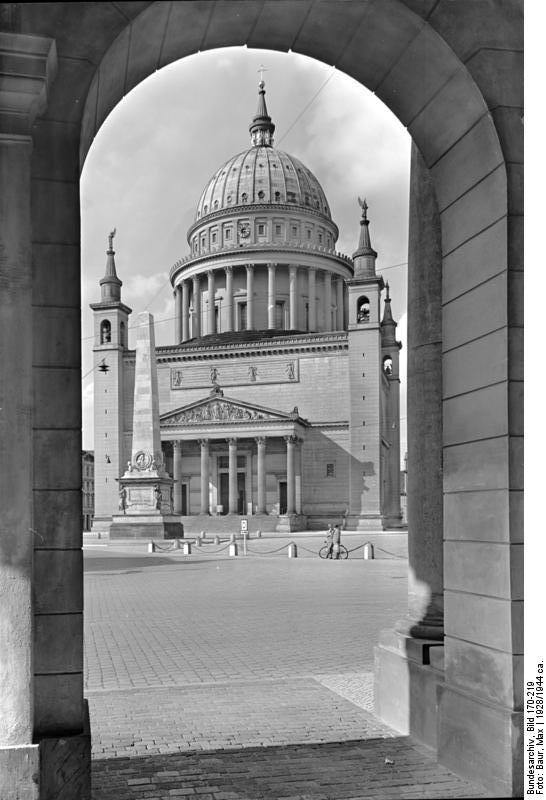
Igreja de São Nicolau consagrada em 17 de setembro de 1837. Arquitetos: Karl Friedrich Schinkel, Ludwig Persius, August Stüler.

Diversos vestígios  indicam que a Região Metropolitana de Berlim-Brandemburgo provavelmente já era colonizada na Idade do Bronze. A área é referida pelo historiador romano Tácito, como parte da Magna Germania. Após as migrações dos povos germânicos, no século V, os hevelli, uma tribo eslava ocidental, ergueram uma praça-forte na confluência dos rios Havel e Nuthe, por volta do século VII. O primeiro registro oficial sobre o local é um termo de doação do Sacro Imperador Romano-Germânico Oto III à Abadia de Quedlimburgo, cuja abadessa era sua tia Matilde, filha de Oto I. No documento, datado de 3 de julho de 993,  a cidade é referida como Poztupimi. O nome provavelmente deriva das palavras eslavas pod e dubimiA importância da região deve-se ao domínio da passagem pelo  Havel. O nome da cidade é formado pelas palavras eslavas ‘pod’ ('em', 'perto de') e ‘dubimi’ ('carvalho') — o que pode ser traduzido como 'sob os carvalhos'. Segundo outra interpretação etimologicamente mais provável, o nome da cidade seria derivado do sorábio  Podstupim, que significa 'posto avançado'.
Em 1157, Alberto I, chamado o Urso, conquistou a cidade e fundou a Marca de Brandemburgo, integrando a Marca do Norte ao Sacro Império. Até o final do século XII, Potsdam formava a ponta sudeste da Marca. Em seguida, ergueu-se um castelo de pedra, às margens do rio Havel. Em 1317, a cidade é mencionada pela primeira vez, em documentos oficiais, como burgo, sob o nome de Postamp. Em 1345, recebeu o  estatuto de cidade. Séculos se passaram, e Potsdam continuou sendo uma pequena  cidade de mercado. Em 1573, tinha apenas 2000 habitantes...
Entre 1416 e o fim da Primeira Guerra Mundial, em 1918 — ano que também representa o fim da monarquia na Alemanha –, Potsdam esteve sob domínio dos Hohenzollern. Nesse período, a cidade foi devastada por dois incêndios, em 1536 e 1550, e pela Guerra dos Trinta Anos (1618-1648).

### Século XX
Berlim foi a capital da Prússia e, mais tarde, do Império Alemão, mas a corte permaneceu em Potsdam, onde muitos funcionários do governo se haviam estabelecido. Em 1914, o Kaiser Guilherme II assinou a Declaração de Guerra no Neues Palais (Palácio Novo). No final da Guerra, em 1918, Guilherme II abdicou, a Alemanha se tornou uma República, e Potsdam perdeu seu status de "segunda capital".
No início do Terceiro Reich, em 1933, houve um aperto de mão cerimonial entre o Presidente Paul von Hindenburg e o novo Chanceler Adolf Hitler, na Igreja da Guarnição de Potsdam, em 21 de março de 1933, que ficou conhecido como o "Dia de Potsdam". O episódio simbolizou a coalizão entre militares (Reichswehr) e nazismo.
Potsdam foi severamente danificada pelos bombardeios dos Aliados durante a Segunda Guerra Mundial.
O Palácio Cecilienhof foi palco da Conferência de Potsdam (17 de julho a 2 de agosto de 1945), na qual os líderes aliados vitoriosos (Harry S. Truman, Winston Churchill e seu sucessor, Clement Attlee, e Joseph Stalin) se reuniram para decidir o futuro da Alemanha - e da Europa em geral - do pós-guerra. A conferência terminou com o Acordo de Potsdam e a Declaração de Potsdam.
Posteriormente, o governo da Alemanha Oriental (formalmente, República Democrática Alemã; em alemão, Deutsche Demokratische Republik, DDR) trataria de remover símbolos do "militarismo prussiano". Muitos edifícios históricos, alguns dos quais muito danificados durante a guerra, foram demolidos.
Quando, em 1946, a área remanescente da província de Brandenburg, a oeste da linha Oder-Neiße, foi constituída como o estado de Brandenburg, Potsdam tornou-se sua capital. Em 1952, a RDA extinguiu seus estados federais, substituindo-os por novos distritos administrativos, menores, conhecidos como Bezirke. Potsdam tornou-se, então, a capital do novo Bezirk Potsdam, assim permanecendo até a reunificação da Alemanha, em 1990.
Após a construção do Muro de Berlim, Potsdam, embora situada nos arredores de Berlim Ocidental, ficou isolada  de Berlim Ocidental. Além disso, o tempo necessário para chegar até Berlim Oriental foi duplicado. Ainda durante a Guerra Fria, a ponte Glienicke, sobre o rio Havel, que ligava a cidade a Berlim Ocidental, foi palco de algumas trocas de espiões.
Após a reunificação alemã, Potsdam passou a ser a capital do então restabelecido Estado de Brandenburgo. Nas décadas seguintes, muitos projetos e obras têm sido sido realizados, visando reconstituir a aparência original da cidade. Dentre essas obras, destacam-se a reconstrução do Paço Municipal (Stadtschloss) e da Igreja da Guarnição - esta construída por Frederico Guilherme I da Prússia, no século XVIII, tendo sido a paróquia da família real prussiana até 1918.